# Vlaamse Wacht
De Vlaamse Wacht was een Vlaamse militaire organisatie die behoorde tot de Nieuwe Orde. Ze werd opgericht op initiatief van de Duitse Kommandostab. De leden van de Vlaamse Wacht werden bij de oprichting geworven door het VOS - Vlaamse Vredesvereniging.

## Oprichting van de Vlaamse Wacht
De Vlaamse Wacht werd in mei 1941 opgericht door de VOS-leiders Germain Lefever en Karel De Feyter, evenwel op instigatie van de Duitse Wehrmacht. Deze wilde Vlamingen inlijven als Hilfstruppen, die ter vervanging van Duitse troepen in Vlaanderen aan het toekomstige oostfront zouden kunnen worden ingezet (Operatie Barbarossa). De Hilfstruppen zouden het statuut van Wehrmachtsgefolge krijgen. De Duitse Wehrmacht zocht het VOS op om samen deze Hilfstruppen te rekruteren. De Wehrmacht vond in het VOS militair ervaren en Vlaamsgezinde bondgenoten.
De werving werd volledig in handen gelegd van het VOS. Zij propageerden de Vlaamse Wacht als een Vlaams politiekorps, dat vooral bewakingsopdrachten zou uitvoeren. Het kaderpersoneel voor de Vlaamse Wacht kon het VOS vinden in de krijgsgevangen Vlaamse officieren. In het bijzonder de Vlaams- en Nieuwe Ordegezinde Luitenant De Windekring bleek heel wat vrijwilligers voort te brengen.
De werving was succesvol. Al enkele weken na de opstart van de werving waren er al meer dan drieduizend aanvragen binnen. Tussen 1941 en 1944 namen in totaal 5000 vrijwilligers deel aan de Vlaamse Wacht. Het VOS verloor haar wervingsmonopolie in mei 1942.

## Spanningen binnen de Vlaamse Wacht,  het VNV en het VOS
Het doel van de Vlaamse Wacht was vanaf het begin onduidelijk. De Duitse bezetter wou dat de Vlaamse Wacht een verlengstuk werd van het Duitse leger. Ze werd ingezet om strategische punten te bewaken. Het VOS zag in de Vlaamse Wacht echter de kiem voor een Vlaams leger en wilde dat de Vlaamse Wacht functioneerde als een Vlaamse politiedienst.
Het VNV probeerde van de Vlaamse Wacht een verlengstuk van haar politieke ambities te maken. Zo schoof het VNV leden uit de Dietsche Militie - Zwarte Brigade naar voren om in de Vlaamse Wacht te functioneren als kaderpersoneel. Dit had geen succes want de Duitse Wehrmacht wou de Vlaamse Wacht geen politieke rol toebedelen. Daarnaast raakten veel Vlaamse Wachters ontgoocheld omdat zij meer en meer een puur Duits oorlogsdoel dienden. Op 1 juni 1943 werd Herman Verreydt aangesteld als verbindingsofficier tussen de Vlaamse Wacht, het VNV en het VOS en sloot de Vlaamse Wacht zich volledig aan bij het VNV. Dit was de laatste poging om van de Vlaamse Wacht een zelfstandige Vlaamse eenheid te maken. Nog in hetzelfde jaar echter trok Verreydt zich terug uit de Vlaamse Wacht.

## Eed op Hitler
Vanaf het einde van 1943 werd de Vlaamse Wacht steeds meer verankerd in de Duitse Wehrmacht. De Vlaamse Wachters legden in juli 1944 de eed op Hitler af. Zij werden Wehrmachtsangehörigen. Een kwart van de Vlaamse Wachters weigerde deze eed af te leggen. Kort voor de bevrijding vertrok de Vlaamse Wacht grotendeels richting Duitsland, een klein contingent ging naar Nederland waar velen zouden vechten tijdens Operation Market Garden. De Vlaamse Wacht werd uiteen getrokken en ingelijfd in de 27. SS-Freiwilligen-Grenadier-Division Langemarck en de Vlaamsche Flakbrigade. Een aantal Wachters werd zelfs tewerkgesteld in Duitse fabrieken.

## Na de oorlog
Tijdens de repressie werden de leden van de Vlaamse Wacht veroordeeld en gestraft voor collaboratie.